# الرابطة التونسية المحترفة لكرة القدم للسيدات 2016–17
الرابطة التونسية المحترفة لكرة القدم للسيدات 2016–17 هو الموسم 12 من بطولة الرابطة التونسية المحترفة لكرة القدم للسيدات. يلعب فيه أفضل 7 ناديا تونسيا في مجموعة واحدة. نادي نادي الخطوط التونسية هو حامل اللقب وخصومه الرئيسيين للفوز النهائي هم الجمعية الرياضية لبنك الإسكان و الجمعية الرياضية النسائية بالساحل.
فاز بهذا الموسم نادي الجمعية الرياضية النسائية بالساحل لسادس مرة في تاريخه.

## الأندية المشاركة
- الجمعية الرياضية النسائية بالساحل
- الجمعية الرياضية لبنك الإسكان
- الاتحاد الرياضي التونسي
- الجمعية الرياضية النسائية بقفصة
- الجمعية الرياضية النسائية بسوسة
- الجوهرة الرياضية النسائية بصفاقس
- الجمعية الرياضية النسائية بفريانة

## روابط خارجية
- الموقع الرسمي للجامعة التونسية لكرة القدم.
- الرابطة التونسية المحترفة لكرة القدم للسيدات على موقع مؤسسة إحصاءات وثيقة لرياضة كرة القدم